# Grzegorz Woźny
Grzegorz Marian Woźny (ur. 19 lipca 1946 w Pudliszkach) – polski polityk, prezydent Ostrowa Wielkopolskiego (1977–1985), senator III kadencji, poseł na Sejm III, IV i V kadencji.

## Życiorys
Ukończył w 1971 studia na Wydziale Maszyn Roboczych i Pojazdów Politechniki Poznańskiej. Pracował na kierowniczym stanowisku w Zakładach Przemysłu Owocowo-Warzywnego w Kotlinie, gdzie był przewodniczącym koła Związku Młodzieży Socjalistycznej.
Do rozwiązania należał do Polskiej Zjednoczonej Partii Robotniczej, w PRL był m.in. członkiem kierownictwa partii w Jarocinie i Kotlinie, prezydentem Ostrowa Wielkopolskiego (1977–1985) i wicewojewodą kaliskim (1986–1991). W 1999 został członkiem Sojuszu Lewicy Demokratycznej, wcześniej działał w Socjaldemokracji Rzeczypospolitej Polskiej. Do listopada 2001 był przewodniczącym Wojewódzkiego Funduszu Ochrony Środowiska i Gospodarki Wodnej w Kaliszu.
Zasiadał w Senacie III kadencji (w latach 1993–1997). Od 1997 do 2007 sprawował mandat posła na Sejm III, IV i V kadencji wybieranego z okręgów kaliskich: nr 14 i nr 36. W przedterminowych wyborach w 2007 bez powodzenia ubiegał się o reelekcję z listy Lewicy i Demokratów.
W 1997 wygrał plebiscyt na „Ostrowianina Roku”.